# Gençali, Yeşilova
Gençali là một xã thuộc huyện Yeşilova, tỉnh Burdur, Thổ Nhĩ Kỳ. Dân số thời điểm năm 2010 là 225 người.